# 1-я гвардейская механизированная бригада (Хорватия)
1-я гвардейская механизированная бригада «Тигры» (хорв. Prva mehanizirana gardijska brigada «Tigrovi») — элитное подразделение механизированной пехоты вооружённых сил Хорватии, участвовавшее в войне в Хорватии. Из всех хорватских пехотных, моторизованных и механизированных бригад являлась самой лучшей по качеству вооружения и боевому опыту. Базировалась преимущественно в Загребе, в 2008 году расформирована (на её основе создан 1-й гвардейский механизированный батальон в составе гвардейской моторизованной бригады).

## Формирование
Формирование 1-й пехотной бригады началось 5 ноября 1990 на военной базе в Ракитье. Основу бригады составляли добровольцы и военнослужащие хорватской полиции. Из-за недостатка вооружения бригада являлась и называлась по сути пехотной, но после захвата некоей трофейной техники она стала называться мотопехотной бригадой с сентября 1991 года. Входила в состав Национальной гвардии Хорватии, по её документам числилась как 1-я бригада «А».

## Участие в хорватской войне

### Битва за Вуковар
В первые дни войны бригада дислоцировалась в восточной Славонии, где хорваты сдерживали югославское наступление. Она участвовала в одном из самых кровопролитных сражений войны — боях за Вуковар. Танковые части Югославской народной армии вошли в пределы города, окружив его. Бригада раскололась на две части: большая часть оказалась вне города, а меньшая часть — в самом Вуковаре, оказывая помощь гарнизону. Большая часть бригады, не запертая в городе, успешно прорвалась в город и вывела оттуда оказавшихся в кольце однополчан.
Тем временем в конце сентября хорваты захватили несколько казарм Югославской народной армии и собрали огромное количество трофейного вооружения: туда вошли целых 12 танков, захваченных в Вараджине, и БТР. Так появился первый танковый батальон, и к концу 1992 года бригада стала называться 1-й гвардейской механизированной.

### 1992—1994
В середине 1992 года бригада направилась прорывать кольцо осады Дубровника, что ей удалось сделать к концу года. В 1993 году части бригады были вовлечены в проведение операции «Масленица». В 1994 году бригада в боях не участвовала, как не участвовали и многие части армии Хорватии.

### Завершающие операции
В мае 1995 года 1-я гвардейская бригада в ходе операции «Молния» возглавила одну из двух атак на сербские силы в Западной Славонии и помогла хорватам их разгромить. В операции «Лето '95» бригада взяла под свой контроль восточную (горную) часть Республики Сербская Краина, создав плацдарм для следующих операций. В рамках операции «Буря» 1-я бригада, занимавшая западные позиции (к северу от Госпича), входила в состав главных хорватских сил, которым нужно было прорваться к границе Боснии и Герцеговины. Бригаде удалось выбраться к Плитвицким озёрам, встретиться с силами Республики Боснии и Герцеговины, снять осаду с Бихача и освободить 5-й армейский корпус, после чего продвинуться на север.
После успешного завершения операции 1-я бригада приняла участие в контрнаступлении на Западную Боснию, вытеснив оттуда сербские войска. Помощь бригаде оказывала авиация НАТО. В ходе боевых действий бригада потеряла 364 человека убитыми, 1711 ранеными и 8 пропавшими без вести.

## После войны
Бригада была выведена из состава армии Хорватии согласно условиям Дейтонских соглашений, однако осталась одной из самых боеспособных единиц сухопутных войск Хорватии. Она стала первой хорватской бригадой, переоборудованной по стандартам НАТО.
В 2000-х годах солдаты бригады были отправлены в Афганистан для борьбы с террористами: помощь им оказывали соотечественники из 2-й гвардейской бригады. Часто их направляли в самые опасные районы Афганистана
В 2007—2008 годах в Хорватии состоялась армейская реформа, и бригаду расформировали, сократив её численность до батальона и включив её в моторизованную гвардейскую бригаду под именем 1-го механизированного батальона.